# Emanuele Giaccherini
Emanuele Giaccherini (Bibbiena, 5 de maio de 1985) é um ex-futebolista italiano que atuava como meia.

## Carreira

### Cesena
Nascido em Bibbiena,Toscana,Giaccherini começou sua carreira profissional na equipe Cesena,da Romagna. Ele marcou 15 gols na fase de grupos do Campeonato Nazionale Primavera na temporada 2003-04. Ele foi, então, enviado em empréstimo para os clubes Forli,Bellaria Iguea e Pavia,da Lega Pro por 4 temporadas. O Cesena foi relegado para a Lega Pro Prima Divisione em 2008. Giaccherini retornou ao Cesena onde ele fez dupla com Simone Motta no ataque. Cesena chegou a Prima Divisione em junho de 2009. Devido à sua boa defesa,o Cesena  terminou como vice-campeão na Serie B na temporada 2009-10 e foi, portanto, promovido à Serie A, onde Giaccherini fez parceria com Guilherme do Prado, Dominique Malonga, Ezequiel Schelotto e Cristian Bucchi no ataque, nenhum dos quem conseguiu atingir dois dígitos.
Em agosto de 2010 Cesena ofereceu um novo contrato para Giaccherini como seu atual contrato expiraria em 2012.
Na Serie A temporada 2010-11 Giaccherini permaneceu titular e fez dupla com Schelotto e Bogdani Erjon. O clube mais uma vez alcançou o topo da tabela, mas foi em uma corrida sem vitórias após o terceiro jogo como um resultado do qual Luis Jiménez substituiu Schelotto como novo parceiro de Giaccherini do atacante. Giaccherini conseguiu marcar em 7 jogos nessa temporada, incluindo um gol na vitória por 2-0 sobre o Milan e na derrota por 2-3 para Inter. Ele também marcou um em 6 de Março na partida contra a Sampdoria por 3-2, e conseguiu mais 3 gols nos últimos 7 jogos da temporada.
Ele fez 4 assistências em sua primeira temporada na Serie A.

### Juventus
Em 25 de Agosto de 2011, Giaccherini oficialmente transferido para a Juventus em 3.000.000 €, co-propriedade com o Cesena retendo 50% do seu contrato. Ele fez a sua estreia competitiva pela Juventus contra a Parma. Em 8 de Dezembro de 2011, ele marcou seu primeiro gol pela Juventus em uma vitória por 2-1 sobre o Bolonha na Coppa Italia. Ele marcou seu primeiro gol na Serie A para o clube em 21 de Janeiro de 2012, marcando o segundo de uma vitória por 2-0 sobre o Atalanta,no rebote de um voleio de Luca Marrone. Três dias depois, ele marcou o primeiro gol nos 3-0 Juventus na vitória pela Taça de Itália contra a Roma. Devido a lesões e suspensões dos atletas Claudio Marchisio e Arturo Vidal, Conte o colocou em um papel mais central,tendo um bom efeito.
Em junho de 2012, a Juventus comprou Giaccherini por € 4.250.000.

### Sunderland
Em 11 de Julho de 2013 foi anunciado como novo reforço do Sunderland,o time inglês gastou € 9 milhões de euros,cerca de R$ 26,5 milhões.

## Seleção nacional
Giaccherini foi incluído no elenco da Seleção Italiana para disputar a Euro 2012. Ele foi escalado em seu primeiro jogo como titular na Itália começando como um ala esquerda, em uma formação 3-5-2 contra a Espanha campeã da Copa do Mundo,em 10 de junho.

## Estatísticas
Até 12 de junho de 2013

### Clubes
| Clube                  | Liga                     | Temporada              | Liga  | Liga | Copa Nacional | Copa Nacional | Continental | Continental | Outros | Outros | Total | Total |
| Clube                  | Liga                     | Temporada              | Jogos | Gols | Jogos         | Gols          | Jogos       | Gols        | Jogos  | Gols   | Jogos | Gols  |
| ---------------------- | ------------------------ | ---------------------- | ----- | ---- | ------------- | ------------- | ----------- | ----------- | ------ | ------ | ----- | ----- |
| Forlì                  | Serie C2                 | 2004-05                | 22    | 1    | 0             | 0             | -           | -           | -      | -      | 22    | 1     |
| Bellaria Igea          | Serie C2                 | 2005–06                | 30    | 1    | 0             | 0             | -           | -           | -      | -      | 30    | 1     |
| Bellaria Igea          | Serie C2                 | 2006–07                | 7     | 2    | 0             | 0             | -           | -           | –      | –      | 7     | 2     |
| Total no Bellaria Igea | Total no Bellaria Igea   | Total no Bellaria Igea | 1     | 0    | 3             | 0             | 0           | 0           | 0      | 0      | 4     | 0     |
| Pavia                  | Serie C2                 | 2007–08                | 28    | 9    | 2             | 1             | -           | -           | –      | –      | 30    | 10    |
| Cesena                 | Lega Pro Prima Divisione | 2008-09                | 29    | 5    | 4             | 2             | -           | -           | -      | -      | 33    | 7     |
| Cesena                 | Serie B                  | 2009–10                | 32    | 8    | 2             | 1             | -           | -           | –      | –      | 34    | 9     |
| Cesena                 | Serie A                  | 2010–11                | 36    | 7    | 0             | 0             | -           | -           | –      | –      | 36    | 7     |
| Total no Cesena        | Total no Cesena          | Total no Cesena        | 97    | 20   | 6             | 3             | -           | -           | -      | -      | 103   | 23    |
| Juventus               | Serie A                  | 2011-12                | 23    | 1    | 4             | 2             | -           | -           | –      | –      | 27    | 3     |
| Juventus               | Serie A                  | 2012–13                | 17    | 2    | 3             | 0             | 2           | 0           | 1      | 0      | 16    | 1     |
| Total na Juventus      | Total na Juventus        | Total na Juventus      | 40    | 4    | 7             | 2             | 2           | 0           | 1      | 0      | 43    | 4     |
| Total na carreira      | Total na carreira        | Total na carreira      | 217   | 35   | 15            | 6             | 2           | 0           | 1      | 0      | 235   | 41    |

### Seleção

#### Gols pela seleção
| #  | Data                   | Local                                 | Adversário | Placar | Resultado | Competição             |
| -- | ---------------------- | ------------------------------------- | ---------- | ------ | --------- | ---------------------- |
| 1. | 11 de junho de 2013    | São Januário, Rio de Janeiro, Brasil  | Haiti      | 0–1    | 2–2       | Amistoso               |
| 2. | 22 de junho de 2013    | Fonte Nova, Salvador, Brasil          | Brasil     | 1–1    | 4–2       | Copa das Confederações |
| 3. | 18 de novembro de 2013 | Craven Cottage, Londres, Inglaterra   | Inglaterra | 2–2    | 2–2       | Amistoso               |
| 4. | 13 de junho de 2016    | Parc Olympique Lyonnais, Lyon, França | Bélgica    | 0–1    | 0–2       | Eurocopa               |

## Títulos
Juventus
- Serie A: 2011-12, 2012-13
- Supercoppa Italiana: 2012